# Carrer del Call (Cervera)
El Carrer del Call és una via pública de Cervera (Segarra) inclosa a l'Inventari del Patrimoni Arquitectònic de Catalunya.

## Descripció
Una petita volta obre el pas al carrer, esquifit i evocatiu. Consta de vuit cases, la major part molt refetes, arrebossades i pintades. Totes presenten una sèrie de característiques comunes, com porta principal amb llinda i abundància de finestres quadrangulars.
La casa número tres té una porta amb llinda datada el 1772.

## Història
Forma part de l'antic barri on vivien els jueus fins al 1492. alguns foren argenters, d'altres metges, comerciants, etc. Tenien escola pròpia i Sinagoga, de la qual els documents contemporanis han permès una reconstrucció ideal, amb la disposició dels seients al voltant de la tarima i amb el nom de cadascun dels propietaris i el preu que en pagà.